# 扎波羅日奇涅
49°53′28″N 33°4′38″E / 49.89111°N 33.07722°E
扎波羅日奇涅（烏克蘭語：Запорожчине），是烏克蘭中部的村莊，隸屬波爾塔瓦州的盧布尼區。該村距離伊萬齊1公里，海拔高度97米，2001年該村落人口115。